# Arturo Vinardell
Arturo Vinardell y Roig (La Bisbal del Ampurdán, 1852-Gerona, 1937) fue un periodista y escritor español.

## Biografía
Nació en la localidad gerundense de La Bisbal el 13 de diciembre de 1852.  Escritor premiado en certámenes provinciales, fue director de El Demócrata (Gerona, 1882). Emigró a Francia, donde colaboró en publicaciones periódicas parisinas como Les Droits de l'homme, Revue, L'Estafette, Le Matin y La Patrie. Falleció en 1937, el día 17 de enero, en Gerona. Firmó algún escrito con el seudónimo «Darwin» y fue uno de los redactores del Diccionario enciclopédico de la lengua castellana.